# Нечаївське
Нечаї́вське — село в Україні, у Попівській сільській громаді Конотопського району Сумської області. Населення становить 15 осіб. До 2020 орган місцевого самоврядування — Кошарівська сільська рада.

## Географія
Село Нечаївське розташоване на березі струмка без назви, притока річки Ромен. На відстані 1 км розташовані села Кошари та Андріївське.

## Історія
Село постраждало внаслідок геноциду українського народу, проведеного окупаційним урядом СРСР 1923—1933 та 1946–1947 роках.
| Україна | Це незавершена стаття з географії України. Ви можете допомогти проєкту, виправивши або дописавши її. |